# Staurogyne paludosa
Staurogyne paludosa là một loài thực vật có hoa trong họ Ô rô. Loài này được (Mangenot & Aké Assi) Heine miêu tả khoa học đầu tiên năm 1962.